# Mononykus

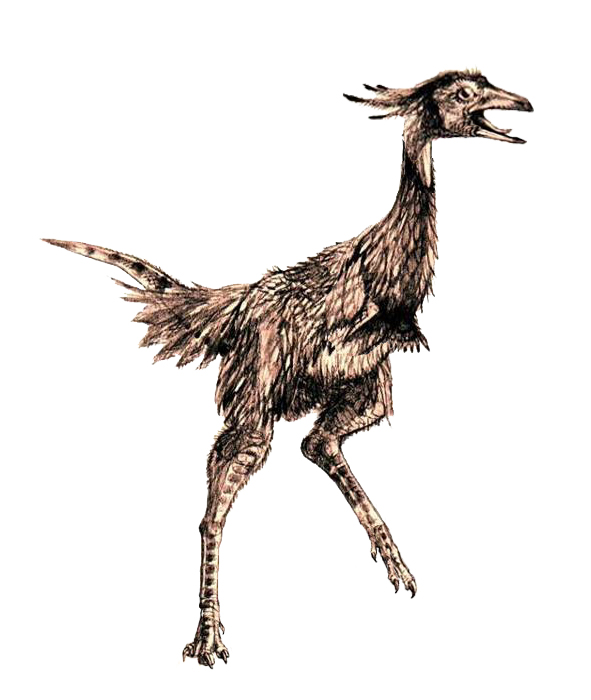

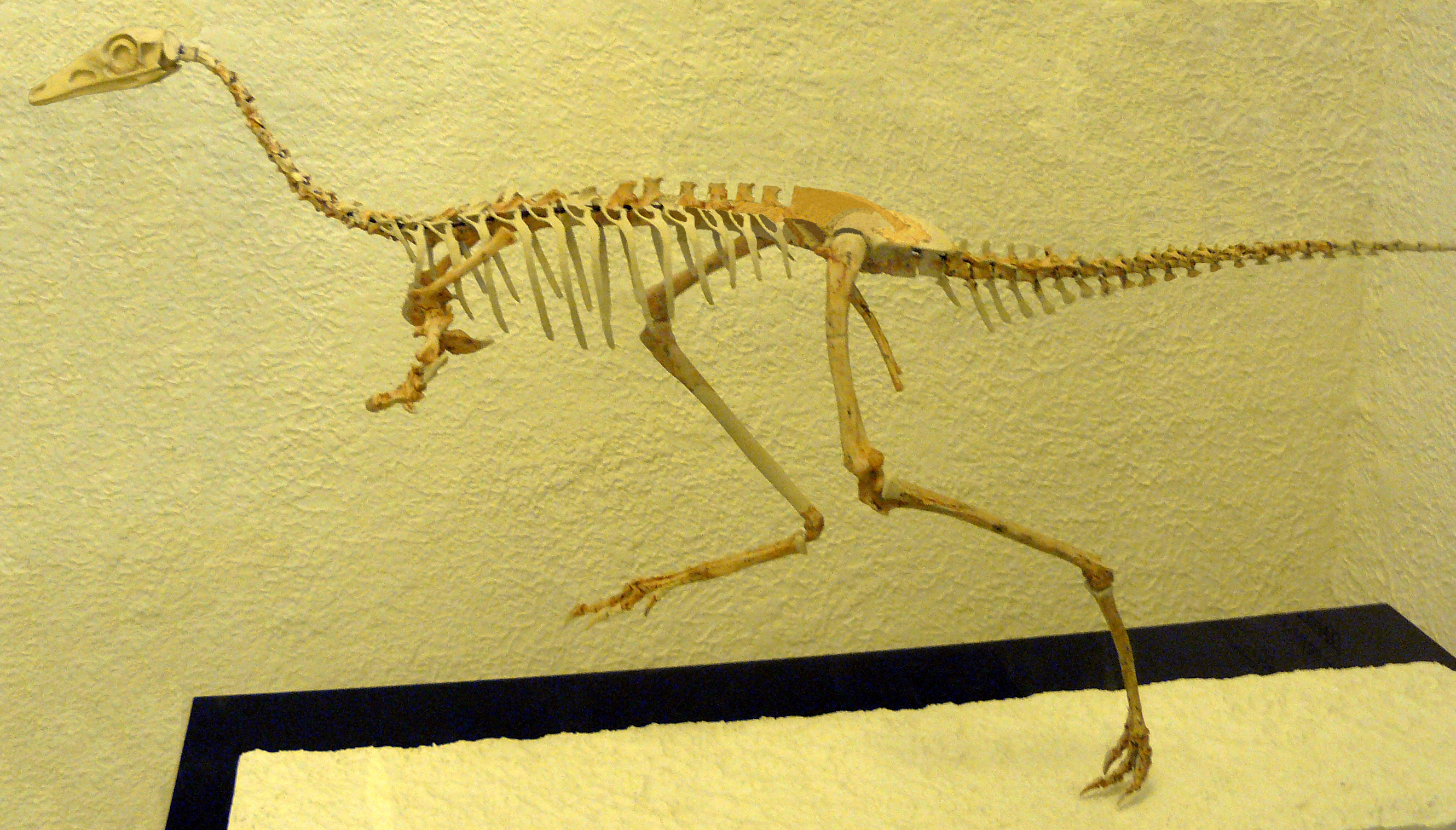

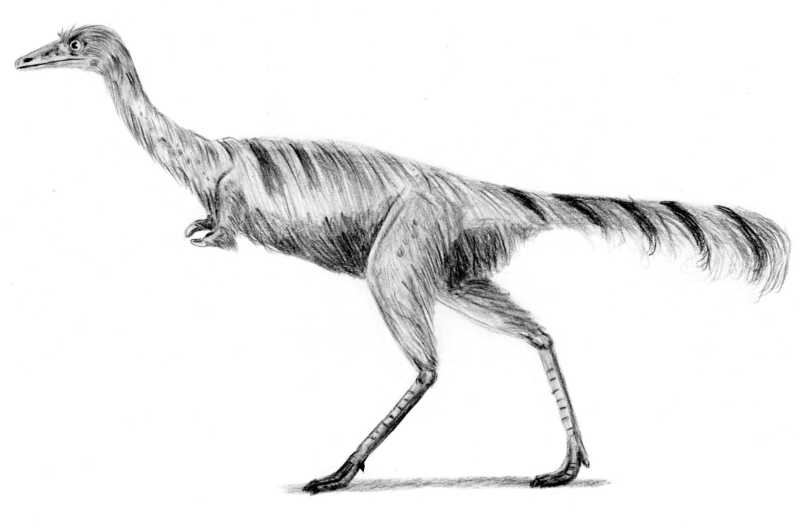

A fost descoperit în anul 1912 de o expediție a Muzeului American de Istorie Naturalǎ. Brațul, antebrațul și gheara sa unicǎ sunt egale ca lungime și sprijinite de o musculaturǎ puternică. Fosilele sale au fost descoperite în Bugin Tsav (Mongolia), iar semnificația numelui sǎu este "Gheară Unicǎ". El a trǎit în perioda cretacicului superior și avea aprox. 0,9 metri mărime. Mononykus se hrǎnea cu insecte.